# ۱۰۵۳ (قمری)
۱۰۵۳ (قمری)، هزار و پنجاه و سومین سال در گاهشماری هجری قمری است. اول محرم این سال برابر با بیست و دوم مارس سال ۱۶۴۳ میلادی است.